# 六甲八幡神社
六甲八幡神社（ろっこうやはたじんじゃ）は、兵庫県神戸市灘区八幡町（菟原郡八幡村）にある神社。旧社格は県社。毎年1月18日、1月19日に厄神祭が行われている。

## 祭神
主祭神
- 八幡大神（ヤハタノオオカミ）

配祀神
- 天照大神（アマテラスオオカミ）
- 春日大神（カスガノオオカミ）

九州の宇佐神宮、または京都の岩清水八幡宮から勧請してきたといわれるが、祭神天照大神は、勧請元のいずれにも祀られていないので、元々この地に祀られていた可能性がある。

## 境内
本殿は一間社春日造の檜皮葺きの社殿。天明6年（1786年）に領主である石河氏の寄付によって、奈良県の春日大社の旧社殿を移した「春日移し」によるものと考えられる。「春日移し」による旧社殿の分布としては西限にあたり、兵庫県下では唯一である。2016年（平成28年）3月、神戸市指定有形文化財に指定された。

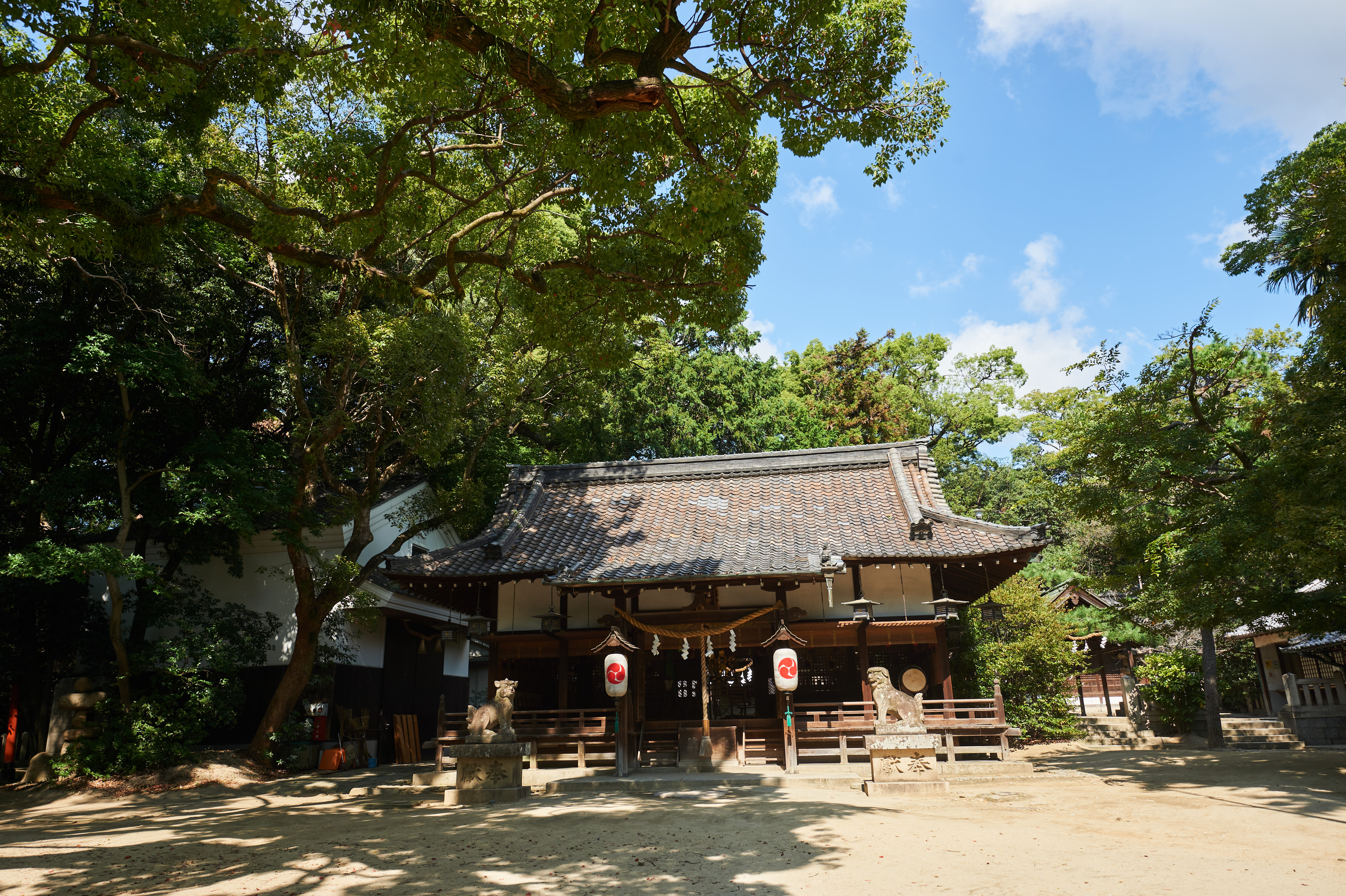
社殿
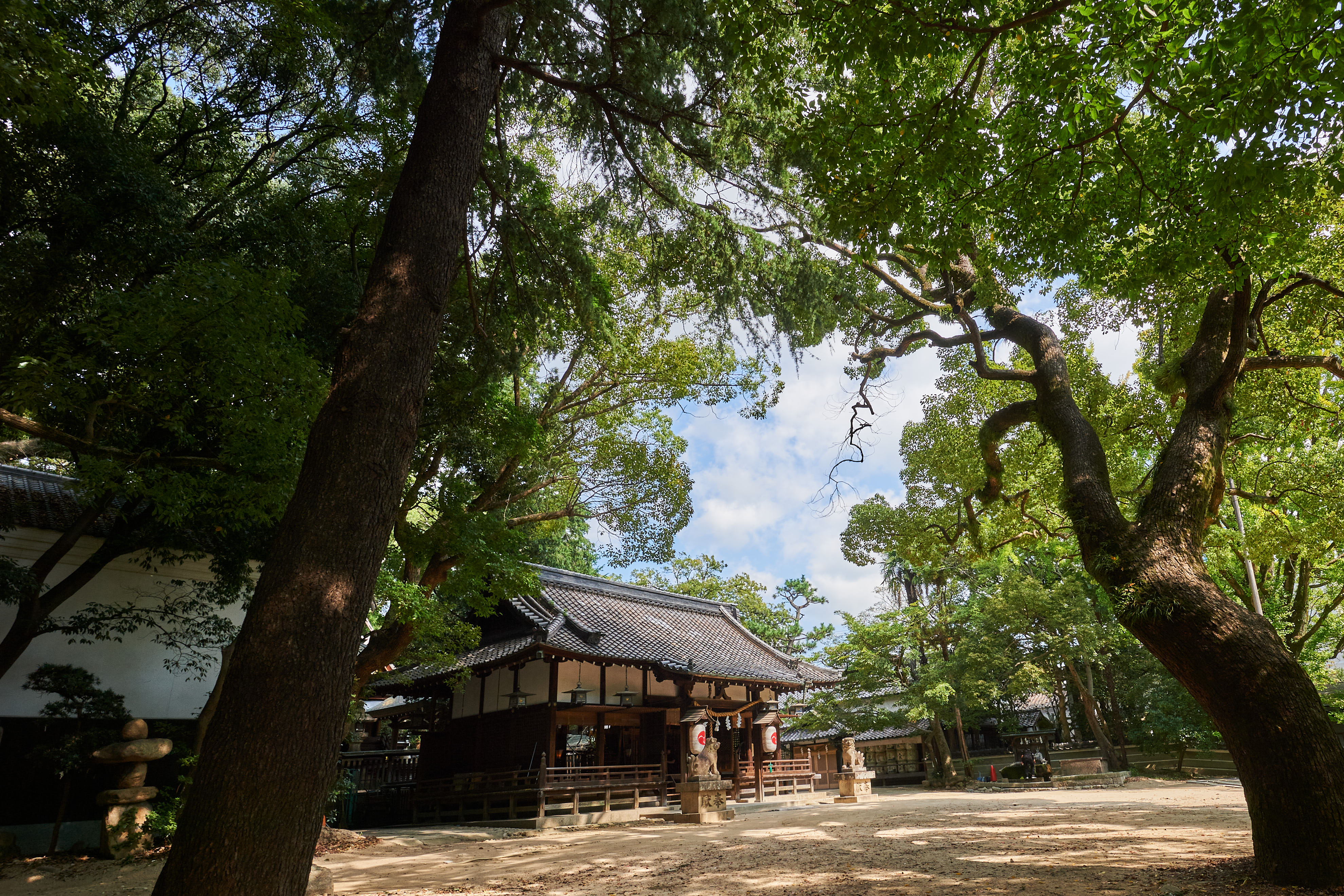
境内
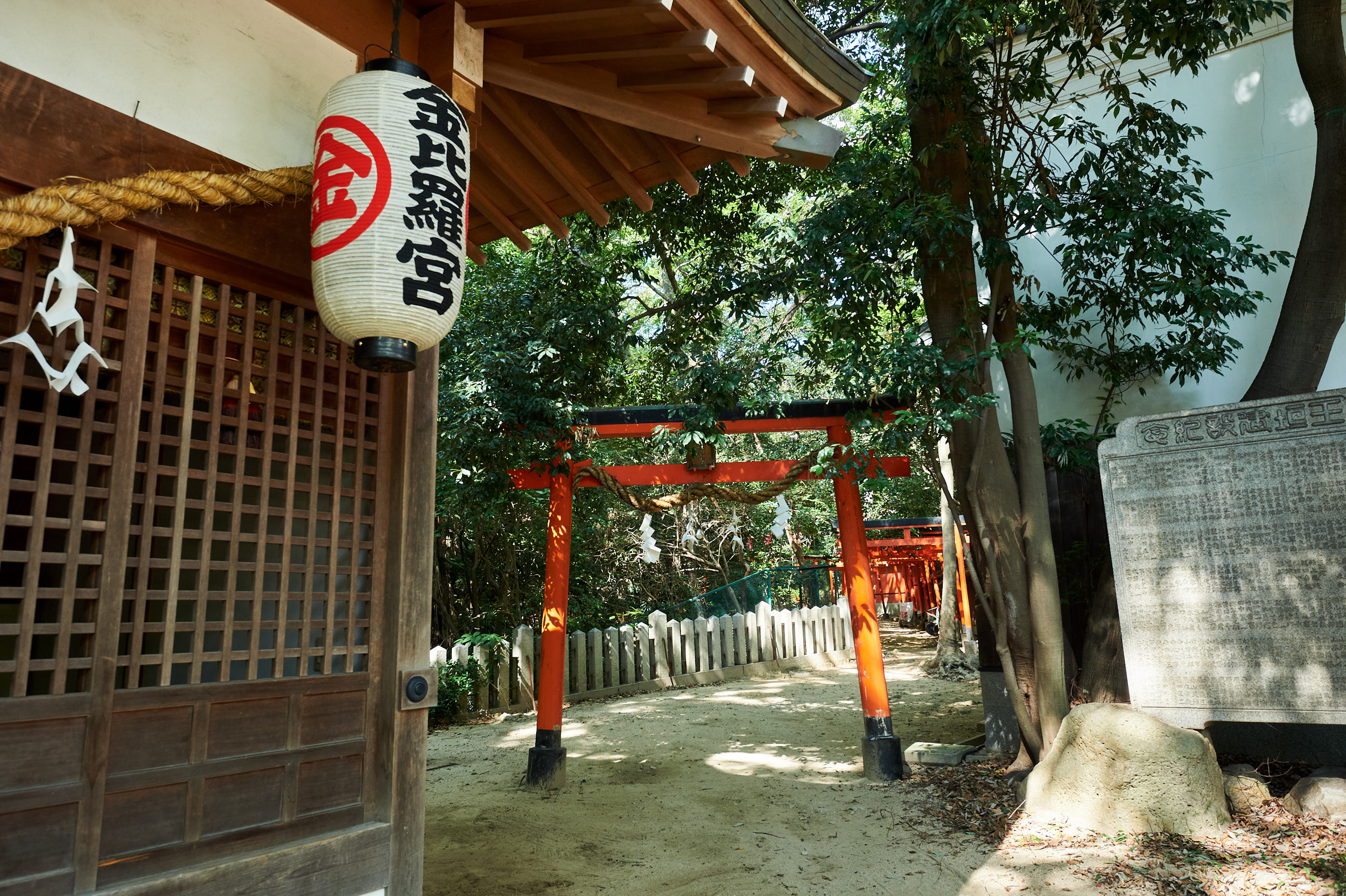
境内
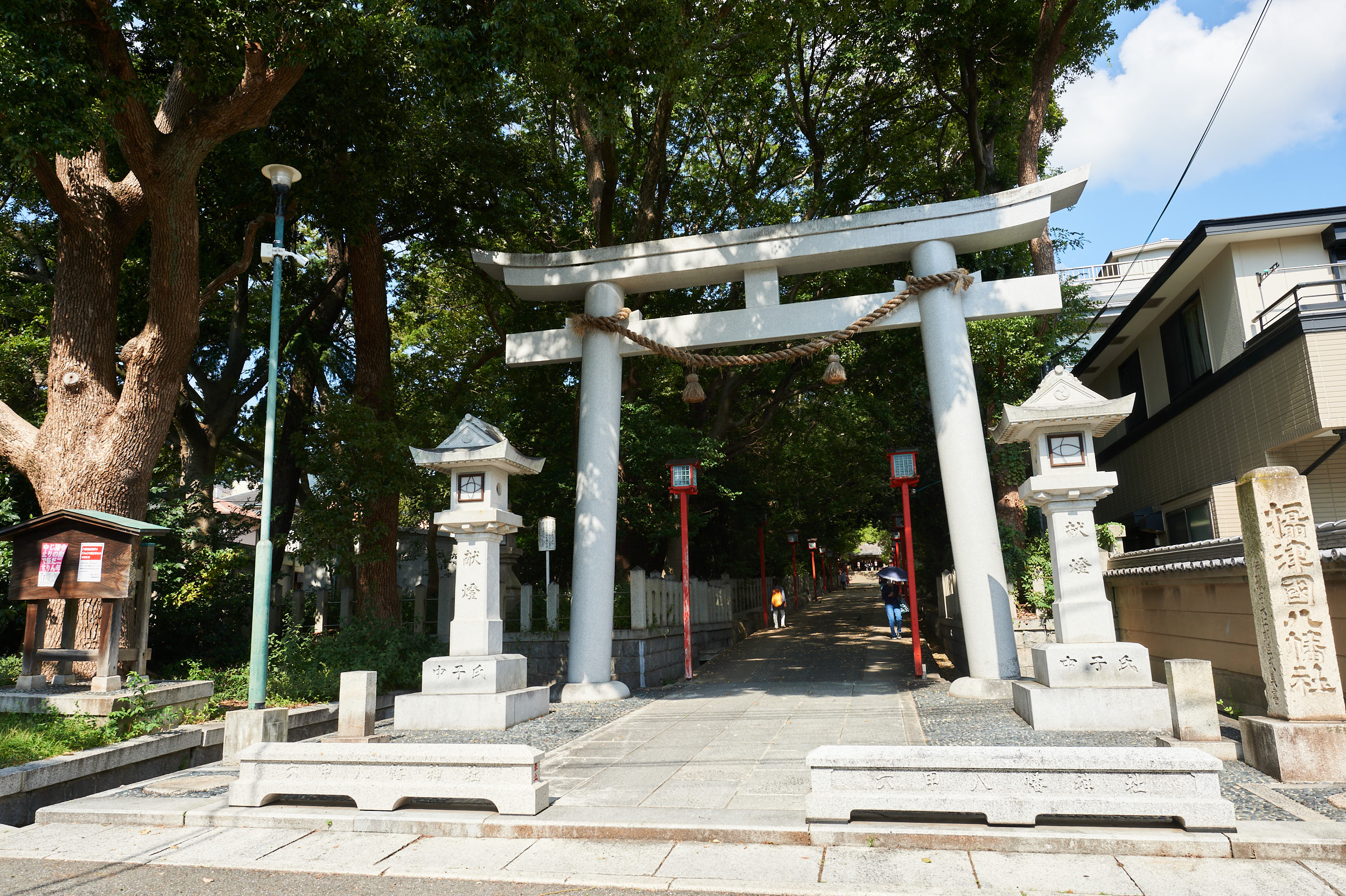
参道
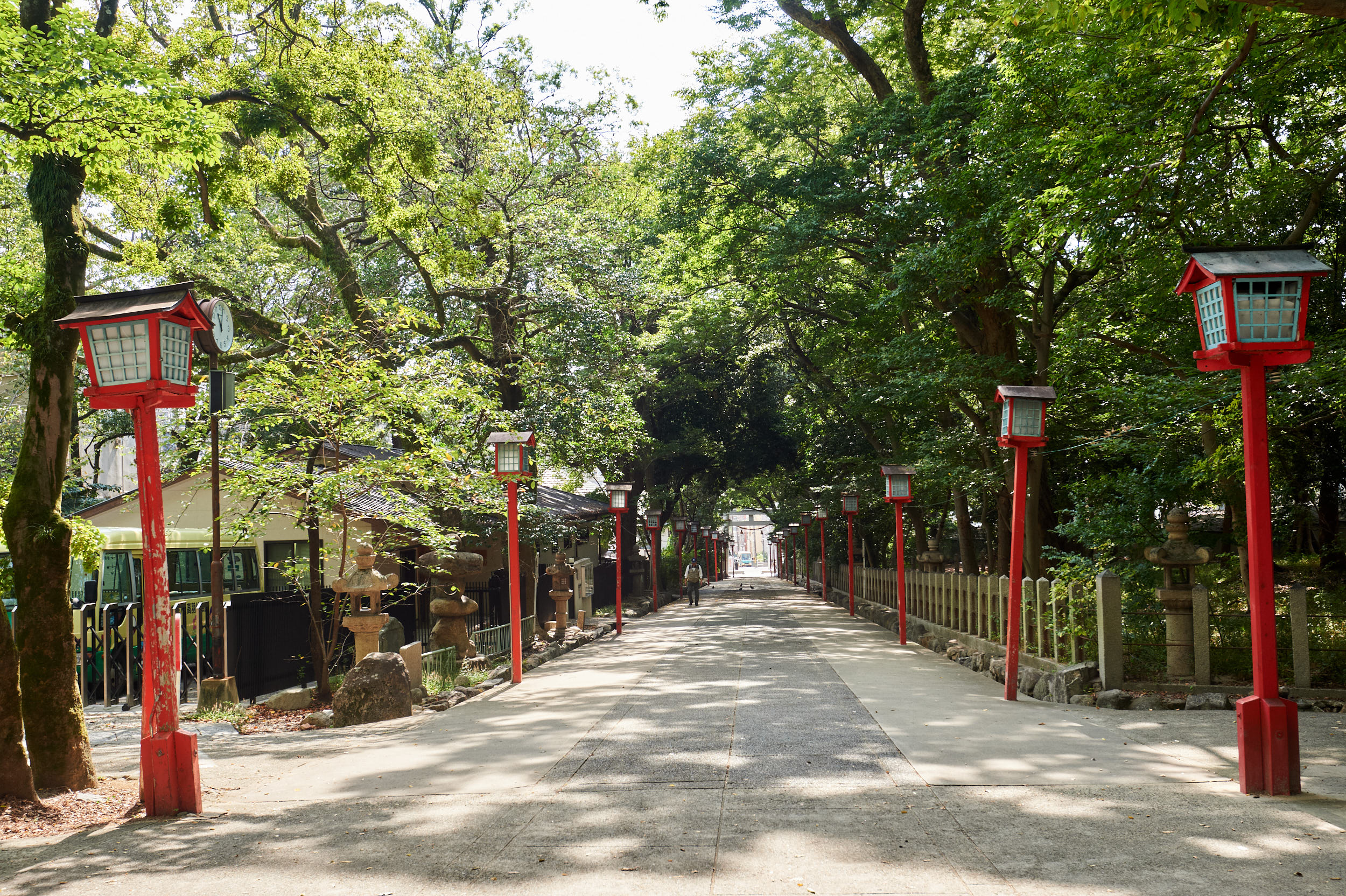
参道

## 現地情報
所在地
- 兵庫県神戸市灘区八幡町3-6-5

交通アクセス
- 阪急神戸本線「六甲駅」下車後、徒歩約1分
- JR神戸線（東海道本線）「六甲道駅」下車後、徒歩約10分（北へ600m）
- 神戸市バス「日尾町バス停」下車後、徒歩約5分